# Djalma Fettermann
Djalma Fettermann (Porto Alegre, 17 de junho de 1893 - Rio de Janeiro, 15 de julho de 1973) foi um importante ativista libertário no sul do Brasil, nas duas primeiras décadas do século XX. Exerceu as profissões de metalúrgico, ourives, gráfico e operador nos correios. Participou da União Operária Internacional, foi um dos principais apoiadores das Escolas Modernas. Exerceu um papel importante como articulador de diversas ações diretas durante a greve geral de 1917, foi redator no jornal "A Luta".

## Primeiros anos
Djalma Fettermann era filho de um sapateiro alemão com uma filha de negros escravizados. Pouco se sabe sobre sua família ou infância. De origem humilde, Fettermann cresceu na Porto Alegre do final do século XIX, em processo de industrialização intensa. Desde jovem com seus irmãos, entre eles Cristiano Fettermann, aproximou-se dos ideais libertários e dos sindicalismo revolucionário, principalmente através das obras de Proudhon.

## Sindicalismo
Djalma foi articulador da União Operária Internacional na cidade de Porto Alegre entre os anos 1911 e 1912, sendo também delegado da União Metalúrgica (então órgão anarcossindicalista dos metalúrgicos) no Quarto Congresso Operário Internacional realizado em 1912 na cidade do Rio de Janeiro.

## Escola Moderna

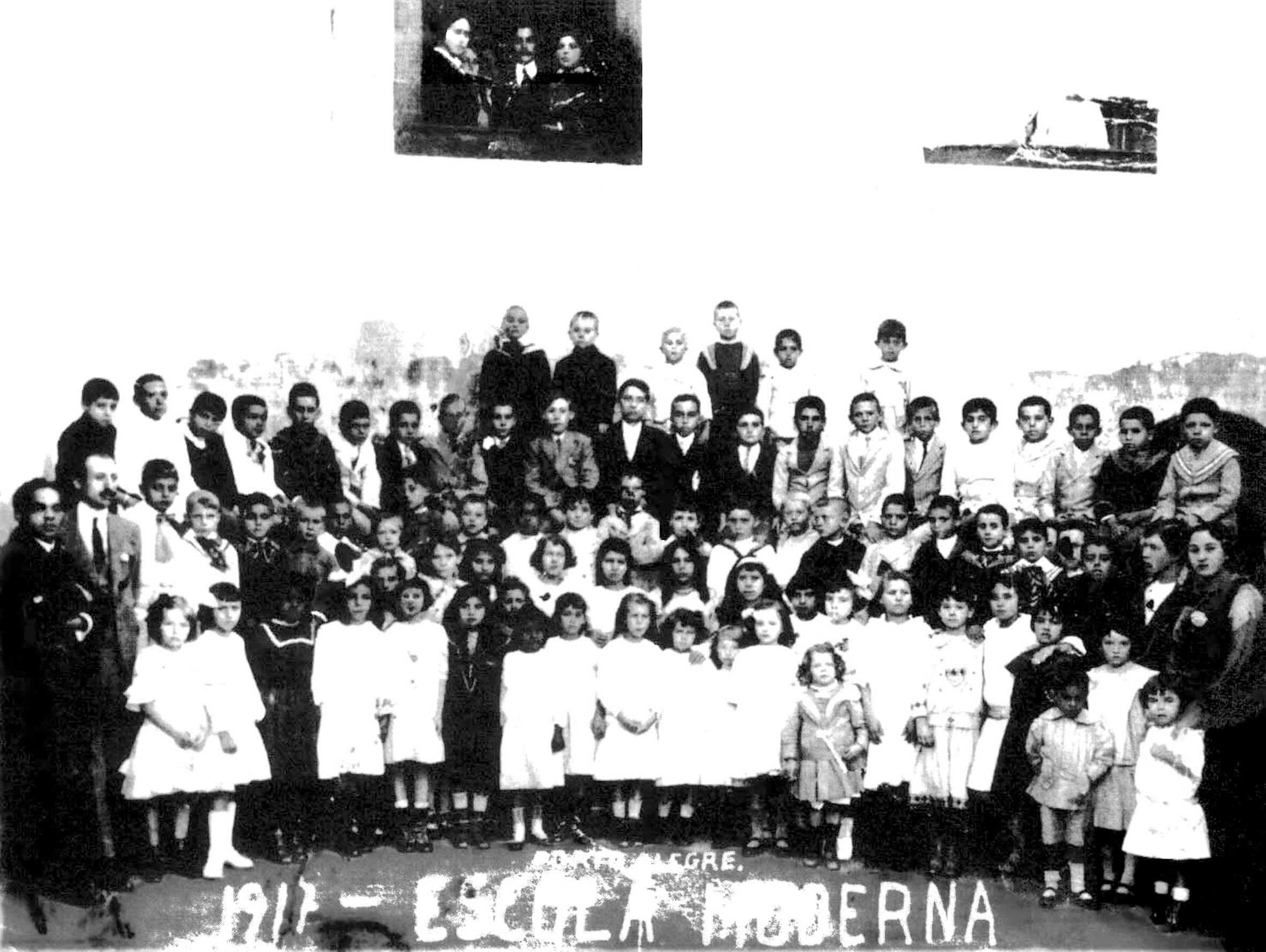
Turma de uma das escolas modernas de Porto Alegre em 1917. À esquerda Zenon de Almeida e Djalma Fetterman, à direita duas das irmãs Martins.

Em Porto Alegre junto com um extenso grupo de apoiadores libertários que incluía Zenon de Almeida, e as irmãs Martins assumiu papel ativo na criação da escola moderna n.1 (localizada na rua Ramiro Barcelos n.197) em 1915 que tinha como base o conceito de escola moderna desenvolvido pelo pedagogo catalão Francisco Ferrer Y Guardia em finais do século XIX, início do XX. Fez parte também da Sociedade Pró-Ensino Racionalista fundada em 2 de abril de 1916 cujo intuito era a propagação dos princípios de racionalismo, liberdade e solidariedade na educação, com base nos escritos de Ferrer.
Localizada na colônia Africana (nome pelo qual era conhecido um segmento dos atuais bairros Bonfim e Rio Branco), habitada eminentemente por negros e judeus pobres, operários das mais diversas profissões, a escola moderna na qual Djalma Fettermann lecionou aulas de alemão e francês chegou a ter quatrocentos estudantes. Na década anterior, em 1906, seu irmão mais velho Cristiano Fettermann, junto com Polydoro dos Santos havia sido fundador da escola libertária Eliseu Reclus, na qual também lecionara línguas.

## Greve geral de 1917
Fettermann teve um papel de destaque em diversos episódios antes e durante a greve geral de 1917 que reivindicava direitos fundamentais aos trabalhadores. Ele próprio aperfeiçoaria um dispositivo explosivo utilizado naquele ano contra a repressão estatal.
Djalma Fettermann teve uma atuação importantíssima na Greve geral de 1917 e nos movimentos que precederam e sucederam, principalmente nas ações de rua, contra a policia e os fura-greves. Adepto da ação direta, juntamente com Reinaldo Geyer e Zenon de Almeida, aperfeiçoou um dispositivo de detonação de bombas que aterrorizou a brigada militar.
No mês de janeiro daquele ano uma multidão formada por libertários e trabalhadores se reuniram nas ruas de Porto Alegre no cortejo fúnebre de um operário que havia sido assassinado pela repressão policial. Ao chegarem na Varzea (atual avenida João Pessoa) se depararam com uma carga da cavalaria da brigada militar que avançava para reprimi-los. Prevendo a possibilidade de um confronto Fettermann tomou das mãos da jovem Espertirina Martins um ramo de flores que ocultava um dispositivo explosivo e lançou na direção da carga da cavalaria que ameaçava atropelar seus companheiros. O dispositivo seria também utilizado na greve geral que aconteceu mais tarde naquele ano.

## Família e casamento
Fettermann casou-se com Dulcina Martins, irmã de Espertirina, com quem lecionava na Escola Moderna de Porto Alegre. Dulcina e Espertirina faziam parte da família Martins, uma importante família de anarquistas no Rio Grande do Sul do início do século XX.

## No Rio de Janeiro
Em 1919 passou em primeiro lugar em um concurso dos Correios em grande parte devido ao seu conhecimento em línguas. Aceitando o cargo mudou-se para o Rio de Janeiro onde continuou a atuar como ativista libertário sendo preso por diversas vezes nas décadas de 1920 e 1930. Retornou para o Rio Grande do Sul entre os anos de 1943 e 1947.

## Óbito
Na idade avançada de 81 anos Djalma Fettermann veio a falecer na cidade do Rio de Janeiro. Até seus últimos dias permaneceu seguro de seus ideais anarquistas.